# Race for the Galaxy
Race for the Galaxy ist ein Kartenspiel für zwei bis vier Personen, entwickelt von Tom Lehmann. Es erschien 2007 bei Rio Grande Games in englischer Sprache, die deutsche Erstausgabe erschien im selben Jahr bei Abacusspiele. Für das Spiel wurden bislang fünf Erweiterungen veröffentlicht, die ersten drei davon auch in deutscher Sprache.
Abacusspiele hat die Produktion der deutschen Ausgaben des Spiels und der Erweiterungen mittlerweile eingestellt, Spieleautor Lehmann zufolge wird nach einem neuen Lizenznehmer gesucht. Seit dem 16. August 2018 wird das Spiel in einer überarbeiteten zweiten Auflage durch Pegaus Spiele vertrieben.

## Spielidee
In Race for the Galaxy müssen die Spieler versuchen, ein galaktisches Imperium aufzubauen. Dies geschieht durch das Besiedeln und Erobern von Welten, durch gesellschaftliche und technologische Entwicklungen und durch das Produzieren und Verbrauchen von Gütern. Die Spieler erhalten dafür Siegpunkte; es gewinnt, wer bis Spielende die meisten Siegpunkte sammeln konnte.

## Material
- 5 Karten mit Startwelten
- 109 Spielkarten (59 Welten, 50 Entwicklungen)
- 4 Sets à 9 Aktionskarten (7 für das reguläre Spiel, 2 für das fortgeschrittene Spiel zu zweit)
- 28 Siegpunkt-Chips
- 4 Übersichtstafeln und eine Spielanleitung

Die grafische Gestaltung des Spielmaterials übernahm Mirko Suzuki, die Illustrationen auf den Karten stammen von Martin Hoffmann und Claus Stephan.

## Spielverlauf
Bei Spielbeginn erhält jeder Spieler eine Startwelt als Ausgangspunkt sowie sechs Handkarten, von denen er vier behält.
Das Spiel läuft rundenweise ab, jede Runde besteht aus bis zu fünf Phasen, die in dieser Reihenfolge gespielt werden: Erkunden, Entwickeln, Siedeln, Verbrauchen und Produzieren. Die tatsächlich zu spielenden Phasen werden zu Beginn einer Runde bestimmt, indem jeder Spieler eine Phase wählt und verdeckt eine entsprechende Aktionskarte auslegt. Anschließend werden von allen Spielern nur diejenigen Phasen gespielt, die von mindestens einem Spieler gewählt wurden. Die Phasen sind:
1. Erkunden: Nachziehen von neuen Handkarten
2. Entwickeln: Möglichkeit zum Ausspielen einer Entwicklungskarte
3. Siedeln: Möglichkeit zum Ausspielen einer Weltkarte (Besiedelung oder militärische Eroberung)
4. Verbrauchen: Eintauschen von produzierten Gütern gegen Siegpunkte und/oder Handkarten
5. Produzieren: Produktion von Gütern auf ausliegenden Welten

Entwicklungskarten repräsentieren gesellschaftliche oder technologische Entwicklungen und bringen dem Spieler fortan bestimmte Vorteile im Spiel. Welten können im weiteren Spielverlauf bestimmte Güter produzieren. Güter sind in vier Kategorien aufgeteilt und können in Verbrauchsphasen gegen neue Handkarten und Siegpunkte eingetauscht werden können. Nahezu alle ausgespielten Entwicklungs- und Weltenkarten bringen zusätzlich auch Siegpunkte.
Das Ausspielen von Entwicklungen und unbesiedelten Welten verursacht Kosten, die der Spieler durch das Abwerfen von Handkarten begleichen muss. Manche Welten können nicht besiedelt, sondern müssen militärisch erobert werden. Dies erfordert den vorherigen Aufbau einer genügend starken Militärmacht durch das Ausspielen entsprechender Welten und Entwicklungen.
Das Spiel endet, wenn ein Spieler 12 Karten oder mehr ausliegen hat oder die Siegpunktchips aufgebraucht sind. Es gewinnt dann derjenige Spieler, der die meisten Siegpunkte sammeln konnte.

## Kritik und Auszeichnungen
Die Rezensionen zu Race for the Galaxy fielen zum überwiegenden Teil sehr positiv aus. Wesentliche Kritikpunkte waren die nahezu komplett fehlende Interaktion zwischen den Spielern und die eher schwierige Einarbeitung in das komplexe Spielsystem und die Vielzahl der verwendeten Kartensymbole. Dem gegenüber stünden jedoch eine gelungene Aufmachung, abwechslungsreiche Partien, die Möglichkeit zur Entwicklung unterschiedlicher Strategien und eine angenehm kurze Spieldauer bei erfahreneren Spielern.
2008 erhielt Race for the Galaxy die À-la-carte-Auszeichnung zum „Besten Kartenspiel 2008“. Von der Wiener Spiele Akademie erhielt es die Auszeichnung „Spiele Hit für Experten 2008“. Weiterhin stand es auf der Nominierungsliste zum International Gamers Award 2008 und erreichte den dritten Platz bei der Verleihung des Japan Boardgame Prize 2008. Vom französischen Spielemagazin Tric Trac erhielt es ebenfalls 2008 die Auszeichnung „Tric Trac de Bronze“.

## Erweiterungen
Zu Race for the Galaxy sind bisher fünf Erweiterungen erschienen. Die ersten drei Erweiterungen können unabhängig voneinander mit dem Grundspiel kombiniert werden und ergänzen jeweils neue Karten und Spielelemente. Die vierte und fünfte Erweiterung stellen besondere Spielszenarien dar und können nicht mit den anderen Erweiterungen kombiniert werden. Nur die ersten drei Erweiterungen wurden in deutscher Sprache veröffentlicht.

### Aufziehender Sturm (The Gathering Storm, 2008)
Die erste Erweiterung enthält neue Karten, Spielmaterial für einen fünften Spieler sowie zusätzliches Material und Regeln für eine Solitärvariante, bei der die Aktionen des Gegenspielers mithilfe von Würfeln simuliert werden. Ein neues Spielelement bilden zweierlei Arten von Zielplättchen, von denen vor Spielbeginn einige ausgelegt werden und deren Besitz einem Spieler zusätzliche Siegpunkte bringt. Ein Spieler kann Zielplättchen erbeuten, wenn er bestimmte Bedingungen „als erster“ erfüllt (beispielsweise drei Alien-Karten ausliegen zu haben) oder wenn er von etwas „am meisten“ besitzt (beispielsweise die stärkste Militärmacht).

### Rebellen vs. Imperium (Rebel vs Imperium, 2009)
Die zweite Erweiterung enthält neue Karten und Spielziele, Spielmaterial für einen sechsten Spieler und Ergänzungen für die Solitärvariante. Spieltechnisch neu ist die Möglichkeit der Eroberung von militärischen Welten in den Auslagen der Mitspieler. Dies schafft zwischen den Spielern etwas mehr Interaktion, deren Fehlen beim Grundspiel mitunter kritisiert wurde (siehe Abschnitt Kritik und Auszeichnungen).

### Auf der Schwelle zum Krieg (The Brink of War, 2010)
Die dritte Erweiterung ergänzt mit Prestigepunkten eine neue Regelmechanik. Diese können mit Planeten oder Entwicklungen verbraucht werden, um verschiedene Vorteile zu erlangen. Wenngleich auch diese Erweiterung nur das Grundspiel zwingend erfordert, wird die Kombination mit den beiden vorangegangenen Erweiterungen empfohlen, da viele Elemente dieser Erweiterung darauf aufbauen.

### Alien Artifacts (2013)
Die vierte Erweiterung wurde nach mehrmaligem Verschieben des Termines Ende 2013 bei Rio Grande Games für den englischen Sprachraum veröffentlicht. Diese Erweiterung verändert das Grundspiel erheblich und lässt sich daher nicht zusammen mit den drei vorherigen Erweiterungen kombinieren. Abacus als bisheriger deutschsprachiger Verlag von Race for the Galaxy gab Ende 2013 auf Nachfrage bekannt, dass keine deutsche Version der vierten Erweiterung geplant sei. Unterdessen wurde die Erweiterung 2013 in Frankreich bei Ystari Games sowie 2014 in Italien bei Giochix.it veröffentlicht. Pegasus Spiele hat eine deutschsprachige Version der vierten Erweiterung für Juni 2019 angekündigt.

### Xeno Invasion (2015)
Die fünfte Erweiterung erschien im November 2015 bei Rio Grande Games für den englischen Sprachraum. Den thematischen Hintergrund dieser Erweiterung bildet die Invasion der Galaxie durch eine feindselige Alienrasse, die Xenos. Die Erweiterung besteht aus zwei Modulen: Das Grundmodul umfasst 51 neue Karten, darunter auch neue Startwelten, sowie einige Regeländerungen. In dem darauf aufbauenden Invasion-Modul müssen sich die Spieler gegen die zunehmend stärker werdenden Angriffe der Xenos zur Wehr setzen. Xeno Invasion erfordert nur das Grundspiel und kann nicht mit den bisher erschienenen Erweiterungen kombiniert werden. Die Erweiterung richtet sich an fortgeschrittene Spieler.

## Ableger
2014 erschien mit Roll for the Galaxy ein Ableger in Form eines Würfelspiels, entwickelt von Wei-Hwa Huang und Tom Lehmann. Das Spiel greift die Thematik und einige Mechaniken von Race for the Galaxy auf. 2017 erschien mit Jump Drive ein weiterer Ableger im Race for the Galaxy-Universum von Tom Lehmann auf den Markt. Jump Drive ist ein schnelles Kartenspiel für 2–4 Spieler.